# إينا فون باير
إينا أنجيلين فون باير جان (بالألمانية: Ena Anglein von Baer Jahn) هي صحفية وسياسية وعالمة سياسة تشيلية ولدت في يوم 28 نوفمبر 1974 في مدينة تيموكو في تشيلي، في ديسمبر 2009 أصبحت عضوة في الكونغرس الوطني التشيلي، وأصبحت وزيرة الإدارة العامة من 11 مارس 2010 إلى 18 يوليو 2011 وهي من حزب الاتحاد الديمقراطي المستقل.